# Panzerbrigade 110 “Feldherrnhalle”
De Duitse Panzerbrigade 110 “Feldherrnhalle” was een Duitse Panzerbrigade van de Wehrmacht tijdens de Tweede Wereldoorlog. De brigade werd ingezet in Hongarije, maar kwam niet in actie. 

## Krijgsgeschiedenis

### Oprichting
Panzerbrigade 110 “Feldherrnhalle” werd opgericht op 19 juli 1944 (tot 25 juli) op de Oefenterreinen Warthelager en Örkény, grotendeels uit de Vervangingsbrigade “Feldherrnhalle” en andere vervangingseenheden. De staf van de brigade ontstond uit de delen van de staf van Grenadier-Regiment (motorisiert) 1031. Het Panzergrenadierbataljon 2110 werd uit delen van I/Gr.Reg "Feldherrnhalle" opgericht. De Panzerabteilung 2110 werd nieuw opgesteld uit Panzercompagnieën van de Panzer-Ersatzabteilungen 10 en 18.

### Inzet
De brigade werd medio augustus 1944 naar Hongarije verplaatst en zou tot medio september operationeel zijn. De brigade had zijn tanks, halfrupsvoertuigen en zware wapens op het oefenterrein Örkény overgenomen. De brigade stond ter beschikking van de “deutschen General in Ungarn”. Ze kreeg veiligheidstaken toegewezen in de omgeving van Boedapest. Eind september 1944 werd de brigade weer verplaatst naar oefenterrein Örkény.

### Einde
Panzerbrigade 110 “Feldherrnhalle” werd eind september opgeheven. De onderdelen werden gebruikt voor de heroprichting van de in augustus in Roemenië vernietigde 13e Panzerdivisie. De Panzerabteilung werd gebruikt voor heroprichting van Panzerregiment 4, het Panzergrenadierbataljon werd de basis voor de heroprichting van Panzergrenadierregimenten 66 en 93.

### Slagorde
- Panzerabteilung 2110 met 4 compagnieën (3 Panther tank compagnieën (36 stuks), 1 Jagdpanzer IV compagnie (11 stuks))
- Panzergrenadierbataljon 2110 met 5 compagnieën
- Brigade-eenheden met nummer 2110

## Commandanten
| Rang                       | Naam             | Begin        | Eind                |
| -------------------------- | ---------------- | ------------ | ------------------- |
| Oberstleutnant der Reserve | Wilhelm Schöning | 26 juli 1944 | eind september 1944 |